# Kosswigichthys asquamatus
Kosswigichthys asquamatus é uma espécie de peixe da família Cyprinodontidae.
É endémica de Turquia.